# Ermita de San Julián (Tudela)
La Ermita de San Julián de Tudela (Navarra) fue una ermita del siglo XV ubicada en los Montes de San Julián, entre las Ermitas de Santa Quiteria y Loreto cerca del Camino de Cascante.

## Historia y cronología de construcción
Data del siglo XV, siendo citada por primera vez en 1497 donde se indica que se situaba junto a la carrera de caxanés. Seguía en pie en el siglo XVI (es citada en un testamento de 1539).